# Josef Demmel
Josef Demmel (* 29. Dezember 1846 in Regenstauf; † 11. November 1913 in Godesberg) war der dritte Bischof der Alt-Katholischen Kirche in Deutschland.

## Leben
Aus einfachen Verhältnissen stammend, studierte der Sohn eines Schuhmachermeisters 1867 zwei Semester lang Philosophie in Regensburg, später Rechtswissenschaft in München.
Ab 1870 war er Novize in St. Bonifaz in München. Nach dem Ersten Vatikanischen Konzil trat er aus dem Benediktinerorden aus und studierte Theologie in Bonn.
Am 16. April 1875 empfing Demmel die Priesterweihe durch Bischof Joseph Hubert Reinkens. Im gleichen Jahr wurde er Vikar in Passau. 1878 war er Pfarrer in Erlangen. Im folgenden Jahr (1879) wechselte er nach Bonn.
Demmel wurde 1906 Generalvikar und Bistumsverweser. Noch im selben Jahr wurde er mit 108 von 118 Stimmen zum Bischof gewählt. Am 26. Juli 1906 spendete ihm der Erzbischof von Utrecht Gerardus Gul die Bischofsweihe.

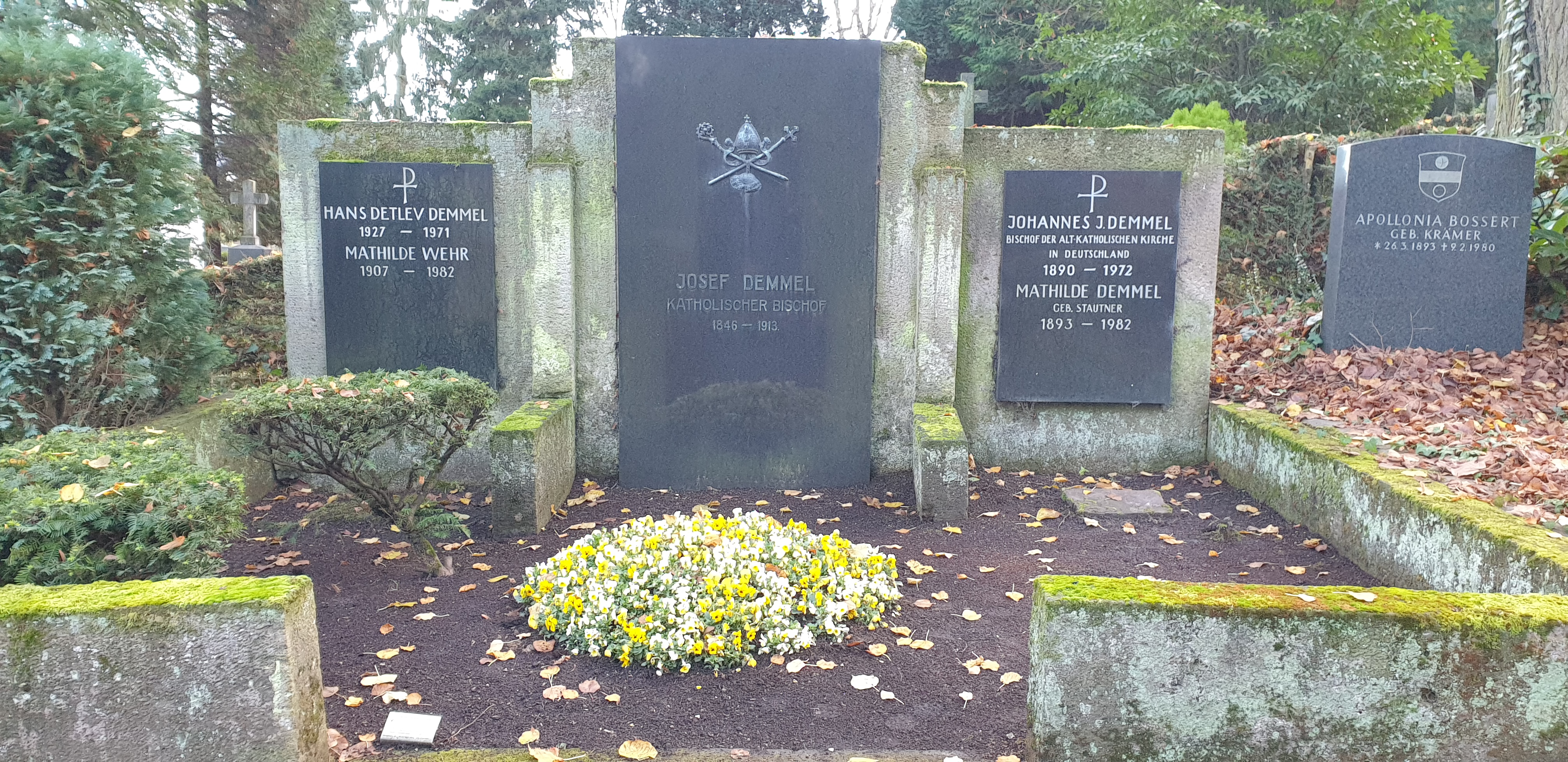
Familiengrab von Josef Demmel auf dem Kessenischer Bergfriedhof zu Bonn